# South African Open (теніс) 1973
South African Open 1973 - чоловічий і жіночий тенісний турнір, що проходив на відкритих кортах з твердим покриття у Йоганнесбургу (ПАР). Належав до серії Commercial Union Assurance Grand Prix 1973. Відбувсь усімдесяте і тривав з 14 до 27 листопада 1973 року. Джиммі Коннорс і Кріс Еверт здобули титул в одиночному розряді.

## Фінальна частина

### Чоловіки. Одиночний розряд
Джиммі Коннорс —  Артур Еш 6–4, 7–6, 6–3

### Одиночний розряд. Жінки
Кріс Еверт —  Івонн Гулагонг 6–3, 6–3

### Парний розряд. Чоловіки
Артур Еш /  Том Оккер —  Лью Гоуд /  Роберт Мауд 6–2, 4–6, 6–2, 6–4

### Парний розряд. Жінки
Лінкі Бошофф /  Ілана Клосс —  Кріс Еверт /  Вірджинія Вейд 7–6, 2–6, 6–1